# Peix fregit
El peix fregit, peix torrat o sonso fregit, dit també genèricament fritada o frit, és un plat molt tradicional a la cuina catalana i a la mediterrània que consisteix a fregir en oli d'oliva, prèviament passats per farina, peixets petits de platja, de vegades de poc valor comercial però molt gustosos. A Catalunya els peixos que se solen utilitzar són els sonsos, però també es poden utilitzar joell, llucet, maires, seitó i morralla. Aquest plat es menja com a aperitiu o primer plat, i a Catalunya és un sopar habitual combinat amb pa amb tomàquet.
A Montsià, Baix Ebre i País Valencià es feia originàriament a la brassa, el peix torrat o a la brassa es pot amanir amb una mica d'oli d'oliva cru i vinagre. A Cadaqués i Portlligat es fan fritades de peix amb peixos locals com el joell, la guiula, el petrac, la serla i la boga. A les terres de l'Ebre existeix també la truita de peix, que es fa barrejant el peix fregit (també es pot fer amb galeres) amb ous batuts per a fer una truita. Sembla que a les illes Balears i al País Valencià és habitual presentar el peix fregit amb sal i suc de llimona, mentre que a Catalunya, als llocs de pescadors, la llimona als peixos i mariscs, tot i que es pot posar, se sobrenten que és per a dissimular un producte que no és prou fresc, i per això no està ben vist per tothom. A la cuina occitana es menja també, a la vora de la mediterrània, i a cuina llemosina (occitana però interior, al nord) es fa amb peixets petits de riu. També és habitual a la cuina andalusa i a les illes Canàries. A la cuina britànica hi ha el fish and chips.

## Origen
Ja els romans menjaven peix fregit i peix a la brasa, receptes que apareixen, per exemple a L'art de la cuina d'Apici. Els agradaven molt les salses, i de fet se'n coneixen almenys tres per al peix a la brasa i una específica d'herbes (una mena de picada o amaniment amb oli d'oliva, vinagre, vi, gàrum, mel, dàtil, coriandre, etc.) per al peix fregit. El peix fregit a l'edat mitjana, per contacte amb la cultura àrab (que ja feia escabetxos amb carns i aus), als Països Catalans va ser la base amb la qual crear l'escabetx de peix, primer amb peixets i després estès a les sardines, verat i altres peixos més grans. L'escabetx de peix ja apareix al Llibre de Sent Soví al segle xiv. L'aparició de l'escabetx no ha impedit en cap moment que hom continuï cuinant el peix fregit, sens escabetx, paral·lelament com a altre plat i ambdós han arribat als nostres dies.

## Guerra del sonso
El sonso és una espècie la pesca de la qual està regulada al detall, amb una llicència específica i molt restrictiva; però això no impedeix que hi hagi també pesca il·legal. A les confraries de pescadors catalanes han sorgit alguns conflictes a l'haver-se detectat embarcacions que han vulnerat el límit legal de captures i s'han arribat a enfrontar als professionals que compleixen la normativa. Les hostilitats han arribat al punt que la Generalitat de Catalunya s'ha vist obligada a actuar per sancionar els furtius.
Des de l'1 de març, les embarcacions amb llicència per pescar el sonso, una vintena repartida entre els ports de Barcelona i el Port de la Selva, en poden capturar entre 250 i 330 quilos diaris, depenent de si porten dos o tres tripulants a bord. Però els pescadors d'Arenys de Mar (Maresme) denuncien que hi ha un grup de furtius amb seu al port de Blanes que eludeixen totes les limitacions i capturen diàriament «fins a 1.300 quilos de sonso per vaixell». Fins ara la legislació afavoria els il·legals, ja que els resultava més rendible pagar una multa de 300 euros que no pas deixar de pescar quan les captures podien superar els 3.000 euros diaris. Aquest enfrontament en el sector pesquer ja es coneix com la "guerra del sonso".
L'any 2009 el quilo de sonsos es pagava a la llotja de Catalunya a 0,40 euros, mentre que amb la regulació vigent el 2010 no baixa dels dos euros, encara que a les peixateries pot arribar fins als 9,5.

## Cultura popular
Peix fregit és un llibre sobre Palafrugell escrit per Josep Pla, i il·lustrat pels seus amics Lluís Medir i Josep Martinell, entre 1953 i 1954. Es tracta d'una interpretació purament personal de Palafrugell, no és doncs cap història, ni cap estudi, ni cap relació precisa de la seva vila.
Peix Fregit és també el nom d'un grup de cantada d'habaneres de Palafrugell que existeix des de 1972.
El premi Peix Fregit és un guardó atorgat a Palafrugell pels socis d'Edicions Baix Empordà i pels redactors del Crònica d'un any.

## Curiositats
El peix fregit va ser un dels plats a la celebració del casament de Dalí, al restaurant La Barca de Girona, l'any 1958.